# Líbano nos Jogos Olímpicos de Verão de 2004
O Líbano competiu nos Jogos Olímpicos de Verão de 2004, em Atenas, na Grécia.